# Дембувка (гміна Констанцин-Єзьорна)
Дембувка (пол. Dębówka) — село в Польщі, у гміні Констанцин-Єзьорна Пясечинського повіту Мазовецького воєводства.
Населення — 163 особи (2011).
У 1975-1998 роках село належало до Варшавського воєводства.

## Демографія
Демографічна структура станом на 31 березня 2011 року:
|          | Загалом | Допрацездатний вік | Працездатний вік | Постпрацездатний вік |
| -------- | ------- | ------------------ | ---------------- | -------------------- |
| Чоловіки | 85      | 14                 | 62               | 9                    |
| Жінки    | 78      | 11                 | 50               | 17                   |
| Разом    | 163     | 25                 | 112              | 26                   |